# St. Elsewhere (album)
Pour les articles homonymes, voir St. Elsewhere.
Albums de Gnarls Barkley
The Odd Couple
(2008)
St. Elsewhere est le premier album du groupe Gnarls Barkley, composé du chanteur Cee-Lo et du producteur Danger Mouse. Partout dans le monde, l'album a reçu un succès phénoménal, aussi bien public que critique.

## Succès commercial
- À sa sortie le 24 avril 2006, l'album débute directement à la 1re place des ventes d'albums au Royaume-Uni. Il ne sort que le 9 mai aux États-Unis et se classe vingtième aux Billboard 200, puis à la quatrième place le 5 août.
- Le single "Crazy" devient un tube mondial et devient no 1 au Royaume-Uni simplement en termes de téléchargement légal.
- Le 22 août 2006, l'album reçoit un disque de platine par la RIAA pour ses 1 000 000 d'exemplaires vendus. Le 15 mars 2007, les ventes sont estimées à 1 260 535 copies.
- Le 7 novembre 2007, un pack CD+DVD est commercialisé et inclut un livret de 92 pages, des vidéos et morceaux enregistrés durant des concerts.

## Succès critique
- L'album a été salué quasiment à l'unanimité par les critiques musicales qui ont souligné toute l'originalité musicale du projet.
- Le web-magazine PopMatters l'a élu "Meilleur sortie de l'année 2006".
- En 2007, l'album remporte le Grammy Award du "Meilleur album de musique alternative" et était nommé dans les catégories "Meilleur album de l'année" et "Meilleure chanson de l'année" pour le titre "Crazy".

## Track listing
1. "Go-Go Gadget Gospel" (Brian Burton, Thomas Callaway, Nicolas Flagello) – 2:19
2. "Crazy" (Burton, Callaway, Gianfranco Reverberi, Gianpiero Reverberi) – 2:58
3. "St. Elsewhere" (Burton, Callaway, Barry Clarke, David Costa, Celia Humphris, Stephen Brown) – 2:30
4. "Gone Daddy Gone" (Gordon Gano, Willie Dixon) – 2:28
5. "Smiley Faces" (Burton, Callaway) – 3:05
6. "The Boogie Monster" (Burton, Callaway, Armando Trovaioli, Angelo Francesco Lavagnino) – 2:50
7. "Feng Shui" (Burton, Callaway, Nino Nardini) – 1:26
8. "Just a Thought" (Burton, Callaway, Kevin Peek) – 3:42
9. "Transformer" (Burton, Callaway, Marlene Moore) – 2:17
10. "Who Cares?" (Burton, Callaway, Keith Mansfield) – 2:27
11. "On-Line" (Burton, Callaway) – 1:48
12. "Necromancer" (Burton, Callaway) – 2:57
13. "Storm Coming" (Burton, Callaway) – 3:08
14. "The Last Time" (Burton, Callaway, Ian Langley) – 3:25

Titres bonus iTunes Store (US) :
1. "Crazy (Instrumental)" (Burton, Gianfranco Reverberi, Gianpiero Reverberi) – 3:00
2. "Go-Go Gadget Gospel (Instrumental)" (Burton, Flagello) – 2:14

## Certifications
| Pays                    | Certification | Unités certifiées |
| ----------------------- | ------------- | ----------------- |
| Allemagne (BVMI)        | Or            | 100 000           |
| Australie (ARIA)        | Platine       | 70 000            |
| Belgique (BEA)          | Or            | 25 000            |
| Canada (Music Canada)   | Platine       | 100 000           |
| États-Unis (RIAA)       | Platine       | 1 000 000         |
| France (SNEP)           | Or            | 100 000           |
| Irlande (BPI)           | Platine       | 15 000            |
| Nouvelle-Zélande (RMNZ) | Or            | 7 500             |
| Royaume-Uni (BPI)       | 2 × Platine   | 600 000           |
| Suisse (IFPI)           | Platine       | 30 000            |